# Classe P-6
La classe P-6  était le nom d'une classe de torpilleurs de conception soviétique qui a servi dans la marine soviétique et celles de nombreux pays dont la Marine de l’Armée populaire de libération durant la guerre froide.

## Historique
- Le torpilleur de classe P-6 (Projet 183 Komsomolets) est un développement de la classe P-4 destiné à l'origine à être un successeur du classe P-4, mais il a plutôt complété cette classe lorsque les deux types ont servi ensemble. Comme pour la classe P-4, la classe P-6 existe également en deux versions, l'une avec radar (Projet 183T)et l'autre sans (Projet 183). Sa taille est augmentée et  plus lourdement armée, avec deux torpilles de 533 mm remplaçant les torpilles de 450 mm, une tourelle jumelle de 2 canons de 25 mm  remplaçant les supports de mitrailleuses lourdes de 14,5 mm .

- Le torpilleur de classe P-8 est un autre développement de la classe P-6, qui est une classe P 4 avec ajout d'hydrofoil. Bien que seul un petit nombre ait été construit pour la marine soviétique, un grand nombre de ses dérivés ont été construits par des chinois comme torpilleur de classe 025 .

- Le torpilleur de classe P-10 était un bateau expérimental basé sur la classe P-6, propulsé par un moteur à turbine pour évaluer sa faisabilité de moteur à turbine pour usage maritime.

- 80 sont construits sous licence par la République populaire de Chine et 18 par la Corée du Nord[1].

## Galerie

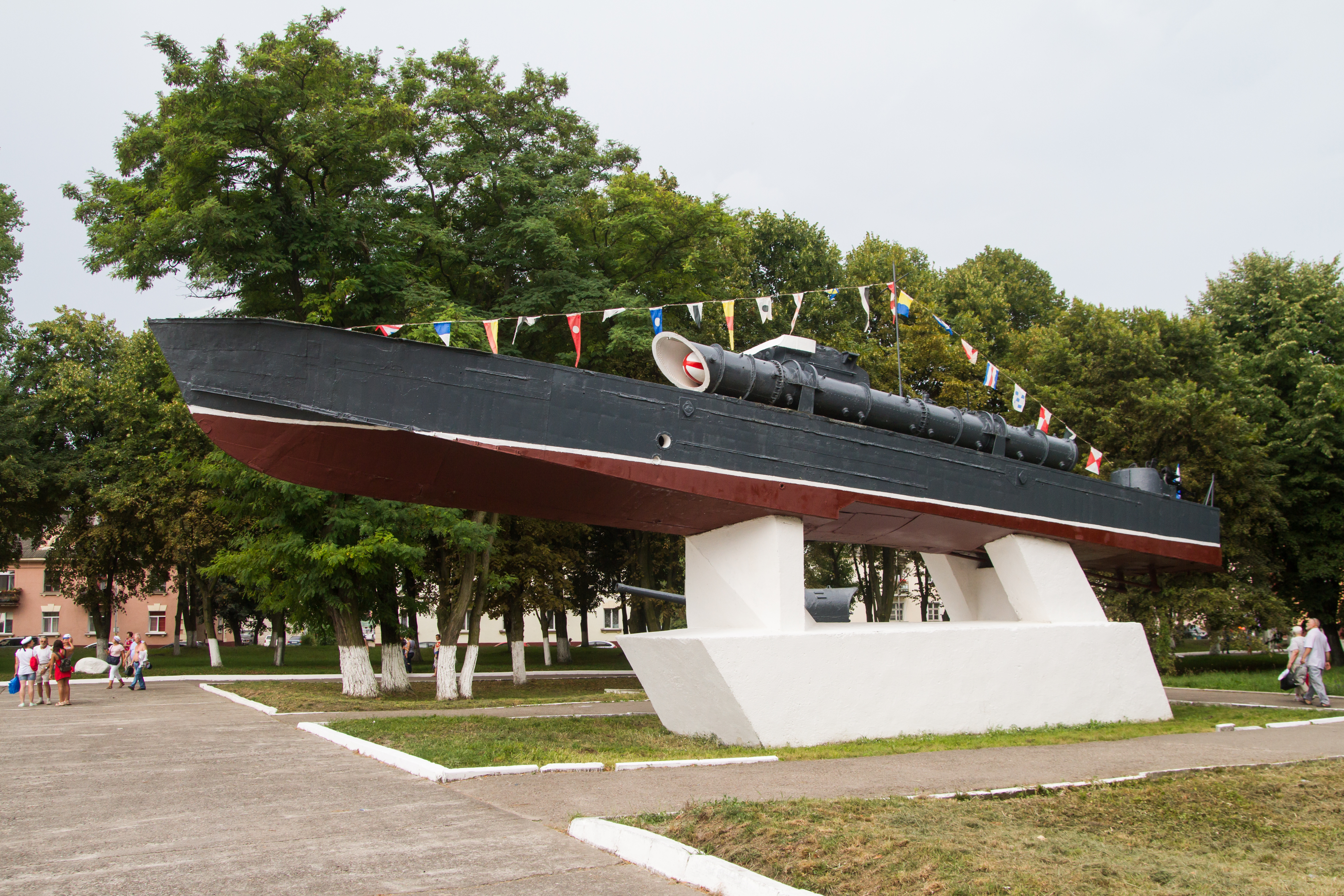
Torpilleur classe P-6 Komsomolets exposé dans la ville de Baltiïsk
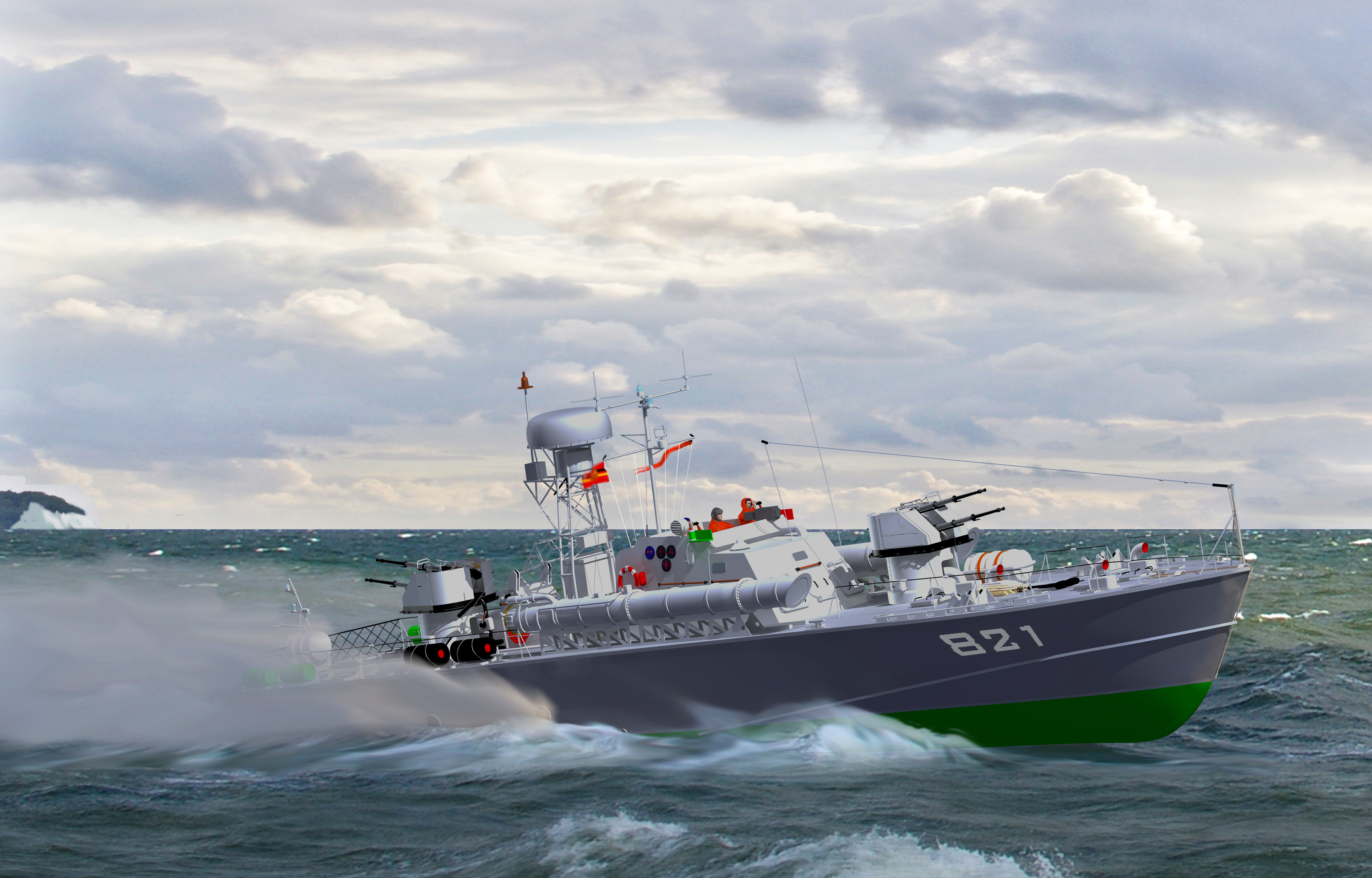
Torpilleur P-6 de la Volksmarine
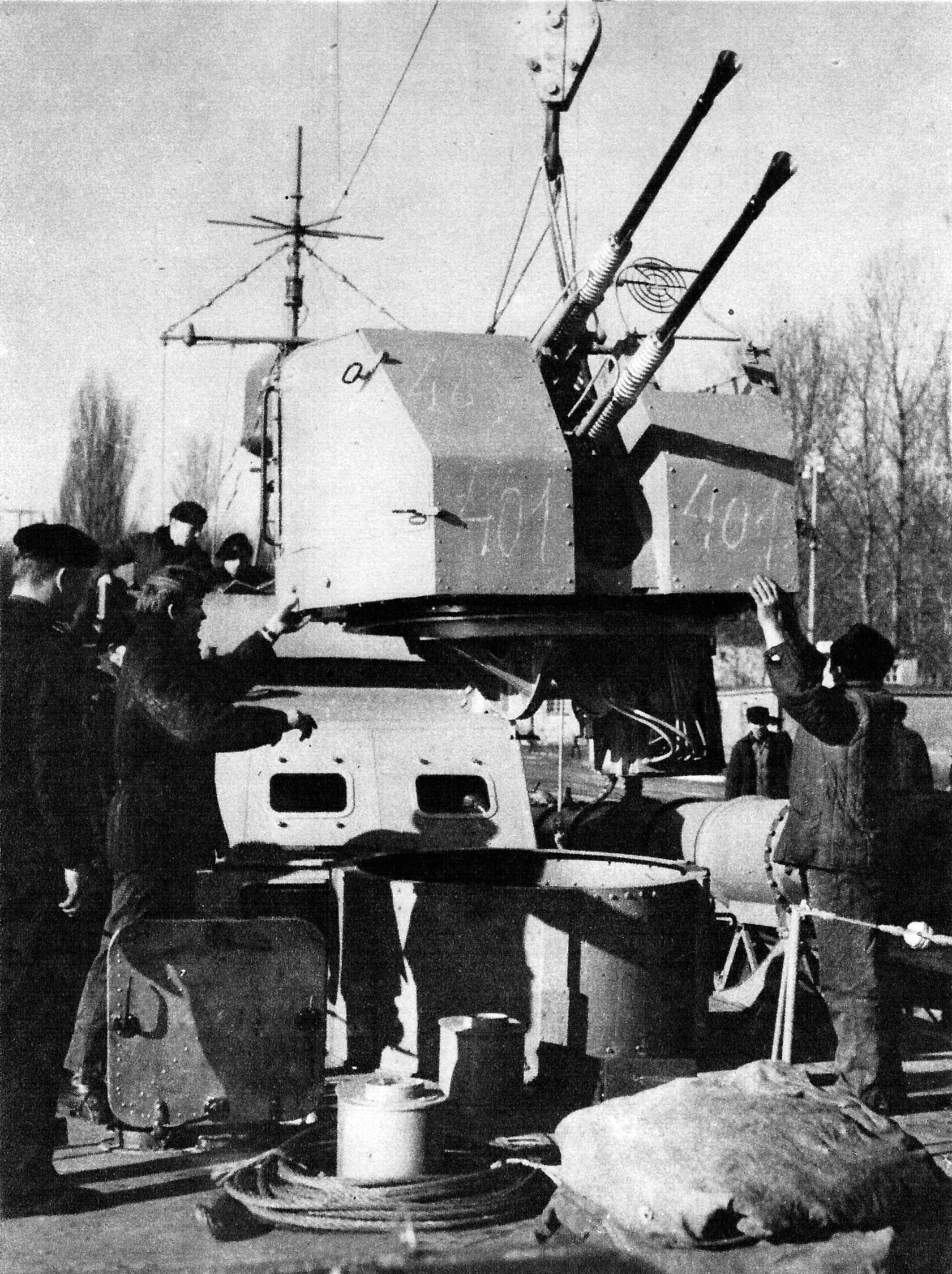
canon double de 25 mm